# I re e la regina
I re e la regina (Rois et Reine) è un film del 2004 diretto da Arnaud Desplechin, presentato in concorso alla 61ª Mostra internazionale d'arte cinematografica di Venezia.

## Trama
La protagonista, Nora, chiede all'ex marito Ismaël di adottare il figlio che lei ha avuto fuori dal matrimonio. Ismaël è stato chiuso per un certo periodo in un ospedale psichiatrico, e la soluzione della vicenda non sarà facile.

## Riconoscimenti
- 2004 - Premio Louis-Delluc
- 2005 - Premio César
  - Miglior attore (Mathieu Amalric)
- 2005 - Premio Lumière
  - Miglior attrice (Emanuelle Devos)
  - Miglior attore (Mathieu Amalric)
- 2005 - Festival du film de Cabourg
  - Swann d'oro al miglior regista